# Themelium allocotum
Themelium allocotum är en stensöteväxtart som först beskrevs av Cornelis Rugier Willem Karel van Alderwerelt van Rosenburgh, och fick sitt nu gällande namn av Barbara S. Parris. Themelium allocotum ingår i släktet Themelium och familjen Polypodiaceae. Inga underarter finns listade.